# Diná Santigo
 Diná Pettenuzzo Santiago  (Porto Alegre, 1 de abril de 1941) é uma voleibolista indoor brasileira que atuou pela Seleção Brasileira de Voleibol Feminino e que sagrou-se campeã sul-americana de 1962 em Santiago, e foi medalha de ouro na Universíade de Verão de 1963, realizada em Porto Alegre. 
Foi também nadadora e basquetebolista.

## Carreira
No ano de 1948, Diná buscava a prática esportiva frequentando o Grêmio Náutico União de Porto Alegre juntamente com sua irmã Diva Santiago e iniciou com a natação sob a influência de seu irmão Dilson Santiago, ex-basquetebolista que achava que elas deveriam praticar algum esporte. Diná então instigou seu pai a associar-se a esta agremiação, para desfrutar das dependências esportivas e visando um futuro esportivo para ambas.
No início da trajetória na natação foi treinada pelo Jayme Werner dos Reis (conhecido como Peixinho) e pelo irmão dele Delmar dos Reis e obteve resultados significativos nas décadas de 50 e 60: foi campeã e também recordista estadual na prova dos 100 metros nado costas; também foi campeã e recordista estadual no revezamento 4x100 metros nos estilos crawl, borboleta, costas e peito clássico.
Integrou a equipe do Grêmio Náutico União na Revista Aquática no grupo Ballet Aquático nas temporadas 1961-62 e 1962-63, evento este idealizado por José de Carmo Neves Filho, o Zequinha, e por este clube foi bronze na Maratona do Guaíba com o tempo 1h58min.
Na década de 60 competiu no basquetebol pela Seleção Gaúcha de Basquetebol Feminino e sagrou-se vice-campeã brasileira. Pelo seu clube, o Grêmio Náutico União, conquistou um campeonato gaúcho e outro vice-campeonato na mesma competição.Em 1962 recebeu convocação para Seleção Brasileira de Voleibol Feminino e viajou com o grupo de jogadoras para o Chile, para disputar o último Campeonato Sul-Americano antes da hegemonia peruana, conquistando o título jogando ao lado de sua irmã Diva Santiago.
No ano de 1963 foi convocada para a seleção brasileira sob o comando do técnico Celso Bandeira, auxiliado por Glauco Mignone,para disputar a Universíada de Verão realizada em Porto Alegre entre os dias 30 de agosto e 9 de setembro, competição esta organizada pela The International University Sports Federation (FISU), e que contou apenas com a participação de países sul-americanos, pois os europeus não enviaram representações.
Nas décadas de 60 e 70 foi bicampeã gaúcha pela equipe de voleibol do Grêmio Náutico União e pela Federação Universitária Gaúcha de Esportes (FUGE), sagrando-se campeã no Campeonato Brasileiro Universitário
Formou-se em educação física em 1964 pela Universidade Federal do Rio Grande do Sul e, mais tarde, nesta mesma instituição formou-se em pedagogia em 1978. Especializou-se em esportes no ano de 1976, nas modalidades de basquetebol e voleibol, e em 2009 fez mestrado em ciências do movimento humano pela UFGRS.

## Premiações individuais
- 2004 - Benemérita do voleibol gaúcho[4]
- 1955-Sócia laureada do Grêmio Náutico União[4]